# Istorija geografije
Istorija geografije obuhvata mnoge istorije geografije koje se se razlikovale tokom vremena i među različitim kulturnim i političkim grupama. U novijem razvoju, geografija je postala zasebna akademska disciplina. Termin geografija je izveden iz grčke reči γεωγραφία – geographia, čiji doslovni prevod bi bio „opisati ili pisati o Zemlji”. Prva osoba koja je koristila reč „geografija” je bio Eratosten (276–194 p. n. e). Međutim, postoji evidencija za prepoznatljivu praksu geografije, kao što je kartografija (ili pravljenje mapa) pre upotrebe termina gegorafija.

## Grci, Rimljani i Arapi
Grci su prva poznata zapadna kultura koja je aktivno istraživala geografiju kao nauku i filozofiju, a najveći su joj doprinos dali Tales iz Mileta, Herodot, Eratosten, Hiparh, Aristotel, Dikearh iz Mesane, Strabon i Ptolomej. Kartiranje su uveli Rimljani dok su istraživali nove zemlje, a dodali su i nove tehnike. Jedna od njih bio je periplus, opis luka i putovanja uz obalu, koji je puno pomogao ondašnjim mornarima u plovidbi. Dva rana primera koja su sačuvana su periplus Kartažanina Hana Pomorca i periplus Eritrejskog mora, koji opisuje obale Crvenog mora i Persijskog zaliva.
Tokom srednjeg veka Arapi poput Idrisija, Ibn Batute, al-Hamavija i Ibn Khalduna sačuvali su grčke i rimske tehnike, a razvili su i neke nove.

## Marko Polo
Nakon putovanja Marka Pola zanimanje za geografiju se proširilo Evropom. Velika istraživačka putovanja u 16. i 17. veku ponovo su oživela želju za pouzdanim geografskim detaljima i čvršćim teoretskim osnovama. Najvažniji primeri nove vrste naučne geografije su Geographia Generalis Bernharda Vareniusa i karta sveta Gerharda Merkatora.

## 18. vek
Tek je u 18. veku geografija postala prepoznata kao zasebna disciplina, pa je postala deo tipičnog univerzitetskog nastavnog plana u Evropi (posebno u Parizu i Berlinu), dok se u Ujedinjenom Kraljevstvu geografija smatrala subdisciplinom drugih predmeta.

## 19. vek
Jedno od velikih dela tog vremena bio je Humboldtov Kosmos: skica fizičkog opisa svemira, čiji je prvi tom objavljen 1845. godine. Snaga toga dela je bila takva da je Dr Mari Samervil sa Univerziteta u Kembridžu nameravala da uništi izdanje svoje vlastite Fizičke geografije nakon što je pročitala Kosmos. Humboldt ju je ipak uvjerio da je objavi (nakon što mu je izdavač poslao preprint).
Tokom prošla dva veka količina znanja i broj oruđa je eksplodirao. Postoje čvrste veze između geografije i nauka geologije i botanike, kao i ekonomije, sociologije i demografije.
Kraljevsko geografsko društvo osnovano je u Engleskoj 1830, iako Ujedinjeno Kraljevstvo nije dobilo svoju prvu potpunu Katedru geografije sve do 1917. Prvi stvarni geografski intelekt koji se pojavio u britanskoj geografiji bio je Halford Džon Makinder, imenovan profesorom na Oksfordskom univerzitetu 1887. godine.
Nacionalno geografsko društvo osnovano je u SAD 1888. te je započelo s objavljivanjem časopisa National Geographic koji je postao i nastavlja biti velik širitelj geografskih informacija. Društvo je dugo podržavalo geografsko istraživanje i obrazovanje.

## 20. vek
Na Zapadu je tokom 20. veka disciplina geografije prošla kroz četiri glavne faze: determinizam okoline, regionalnu nauka, kvantitativnu revoluciju i kritičku geografiju.

### Determinizam okoline
Glavni članak: Determinizam okoline
Determinizam okoline je teorija po kojoj su ljudske fizičke, mentalne i moralne navike direktno određene uticajem njihove prirodne okoline. Istaknuti deterministi okoline uključuju Karla Ritera, Elenu Čerčil Semple i Elsvorta Huntingtona. Popularne hipoteze govore da „vrućina čini stanovnike tropa lenjim” i da „česte promene u barometrijskom pritisku čine stanovnike umerenih širina intelektualno okretnim”. Geografi koji su zastupali determinizam okoline pokušali su da učine studiju takvih uticaja naučnom. Oko 1930-ih ova škola misli je bila široko odbačena zbog nedostatka bilo kakve osnove i sklonosti (često zadrtim) generalizacijama. Determinizam okoline ostaje neprilika mnogim savremenim geografima, te vodi ka skepticizmu među mnogim geografima o tvrdnjama uticaja okoline na kulturu (poput teorija Džareda Dajmonda).

### Regionalna nauka
Glavni članak: Regionalna nauka
Regionalna nauka je predstavljala reafirmaciju da su odgovarajući predmeti geografije prostor i mesto. Regionalni geografi su se fokusirali na zbirku deskriptivnih informacija o mestima, jednako kao i na odgovarajuće metode za podelu zemlje na regije. Filozofsku bazu tog područja položio je Ričard Hartšorne.

### Kvantitativna revolucija
Glavni članak: Kvantitativna revolucija
Kvantitativna revolucija je bio pokušaj geografije da redefiniše samu sebe kao nauka po uzoru na preporod zanimanja za nauke nakon lansiranja Sputnika. Kvantitativni revolucionisti, koji su često bili nazivani „svemirski kadeti”, tvrdili su da je svrha geografije ispitivanje opštih zakona o prostornom rasporedu pojava. Oni su iz prirodnih nauka prihvatili filozofiju pozitivizma, pa su se okrenuli matematici — posebno statistici — kao načinu dokazivanja hipoteza. Kvantitativna revolucija je položila temelj za razvoj geografskog informacijskog sistema.

### Kritička geografija
Iako pozitivistički i postpozitivistički pristupi ostaju važni u geografiji, kritička geografija se uzdigla kao kritika pozitivizma. Prvi pravac u kritičkoj geografiji koji se pojavio bila je antropogeografija. Budući da je bila zacrtana na filozofijama egzistencijalizma i fenomenologije, antropogeografi (poput Ji-Fu Tuana) su se fokusirali na ljudski osećaj za mesto i odnosom s njim. Mnogo uticajnija je bila marksistička geografija koja je primenjivala socijalne teorije Karla Marksa i njegovih sledbenika na geografske pojave. Dejvid Harvi i Richard Pit su dobro poznati kao marksistički geografi. Feministička geografija je, kao što ime upućuje, upotreba feminističkih ideja u geografskom kontekstu. Najnedavniji pravac kritičke geografije je postmodernistička geografija, koja primenjuje ideje postmodernističkih i poststrukturalističkih teoretičara u istraživanju socijalne konstrukcije prostornih odnosa.

## Literatura
- Hsu, Mei-ling. "The Qin Maps: A Clue to Later Chinese Cartographic Development," Imago Mundi (Volume 45, 1993): 90–100.
- Martin, Geoffrey J. All Possible Worlds: A History of Geographical Ideas. New York: Oxford University Press, 2005.
- Needham, Joseph (1986). Science and Civilization in China: Volume 3. Taipei: Caves Books, Ltd.
- Needham, Joseph (1986). Science and Civilization in China: Volume 4, Part 3. Taipei: Caves Books, Ltd.
- Harley, J.B. and David Woodward. (eds.) The History of Cartography series Chicago: University of Chicago Press, 1987
- Bowen, M. (1981). Empiricism and geographical thought from Francis Bacon to Alexander von Humboldt. Cambridge University Press.
- Livingstone, D. (1993). The geographical tradition: episodes in the history of a contested enterprise. Wiley-Blackwell.
- Earle, C., Kenzer, M. S., & Mathewson, K. (Eds.). (1995). Concepts in human geography. Rowman & Littlefield Publishers.
- Casey, E. (2013). The fate of place: A philosophical history. University of California Press.

## Spoljašnje veze
- The encyclopædia of geography: comprising a complete description of the earth, physical, statistical, civil, and political, 1852, Hugh Murray, 1779–1846, et al. (Philadelphia: Blanchard and Lea) at the University of Michigan Making of America site.
- Allen, Nellie Burnham (1916). Geographical and industrial studies; Asia. Ginn and company. Приступљено 24. 04. 2014.
- Smith, Joseph Russell (1921). Peoples and countries. Volume 1 of Human Geography. John C. Winston Company. Приступљено 24. 04. 2014.
- Encyclopedia of Historical Geography of the Islamic World Архивирано на веб-сајту  (2. јануар 2015), Series of comprehensive and concise information on the cities of the Islamic World